# Superkomputer

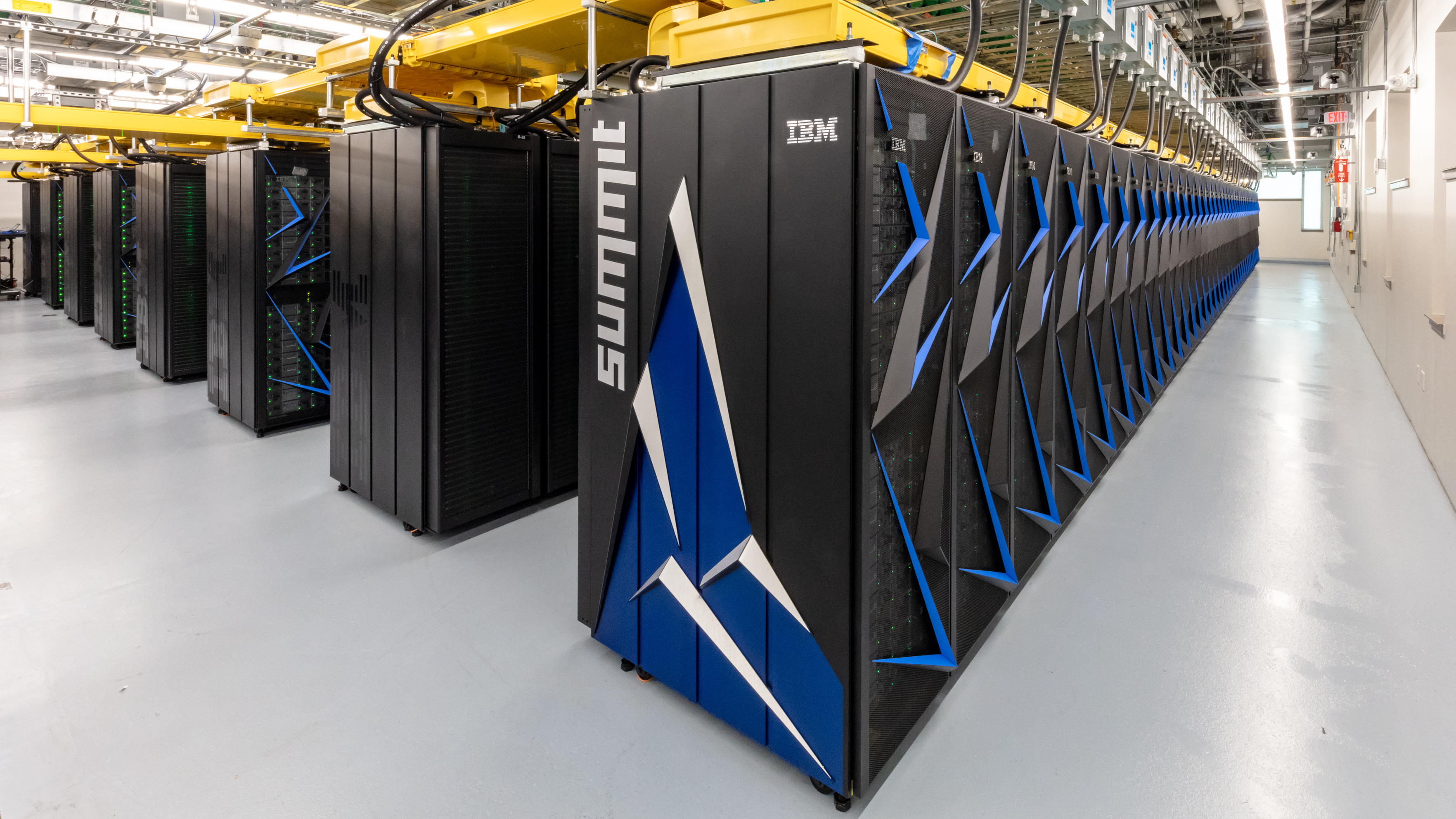
Summit – najpotężniejszy superkomputer od czerwca 2018 roku do czerwca 2020 roku

Superkomputer – komputer znacznie przewyższający możliwościami powszechnie używane komputery, w szczególności dysponujący wielokrotnie większą mocą obliczeniową. Określenie pojawiło się w latach 60. XX w. w odniesieniu do komputerów produkowanych przez CDC i później przez przedsiębiorstwo Cray. Były one produkowane w dziesiątkach egzemplarzy i kosztowały po kilka milionów dolarów. Współcześnie większość superkomputerów to pojedyncze egzemplarze, zaprojektowane i wyprodukowane na zamówienie, zazwyczaj z seryjnie produkowanych procesorów i innych podzespołów. Koszty ich produkcji sięgają miliarda dolarów.
Postęp techniczny w dziedzinie informatyki powoduje, że każdy superkomputer staje się przestarzały w ciągu kilku lat i jego używanie przestaje być opłacalne. Maszyny zaliczane blisko trzydzieści lat temu do klasy superkomputerów miały wydajność porównywalną z dzisiejszymi urządzeniami przenośnymi. Przykładowo iPhone XS w teście LINPACK uzyskuje wynik 7,5 GFLOPS, co w 1993 roku stawiałoby go na 30. miejscu wśród najszybszych superkomputerów świata.
Superkomputery używane są głównie do przeprowadzania złożonych fizycznych symulacji, takich jak prognozowanie pogody, badanie zmian klimatu, modelowanie reakcji chemicznych, badanie aerodynamiki samolotów czy badania procesów starzenia broni termojądrowej.

## Porównywanie wydajności superkomputerów
Główną miarą wydajności obliczeniowej, stosowaną obecnie dla superkomputerów, jest liczba wykonywanych w ciągu sekundy operacji na liczbach zmiennoprzecinkowych w precyzji 64-bitowej (FLOPS). Podaje się ją często z odpowiednim przedrostkiem SI. Przykładowo teraflops („TFLOPS”) to 1012 FLOPS, a petaflops („PFLOPS”) to 1015 FLOPS. Mierzy się ją za pomocą odpowiednich testów wzorcowych. Najpopularniejszym takim testem jest LINPACK, mierzący szybkość rozwiązywania gęstych układów równań liniowych za pomocą metody Gaussa. Ponieważ wiele problemów stawianych superkomputerom daje się sprowadzić do rozwiązywania takich równań, test ten jest wygodną abstrakcją pomiaru efektywności w rozwiązywaniu takich problemów. Superkomputery uzyskujące najwyższe wyniki w tym teście są od 1993 roku publikowane na liście TOP500, aktualizowanej dwa razy w roku.
Inną miarą jest sprawność energetyczna superkomputera wyrażana w jednostkach FLOPS/wat, uwzględniająca zużycie prądu przez superkomputer. Najefektywniejsze według tej miary superkomputery z listy TOP500 są publikowane od 2007 roku na liście Green500.

## Historia
Suma mocy obliczeniowej 500 najszybszych superkomputerów
     Najszybszy superkomputer na świecie
     Superkomputer na 500. miejscu

Wykładniczy wzrost mocy obliczeniowej superkomputerów na podstawie strony top500.org. Na osi pionowej podana jest moc obliczeniowa w GFLOPS.
Suma mocy obliczeniowej 500 najszybszych superkomputerów
Najszybszy superkomputer na świecie
Superkomputer na 500. miejscu

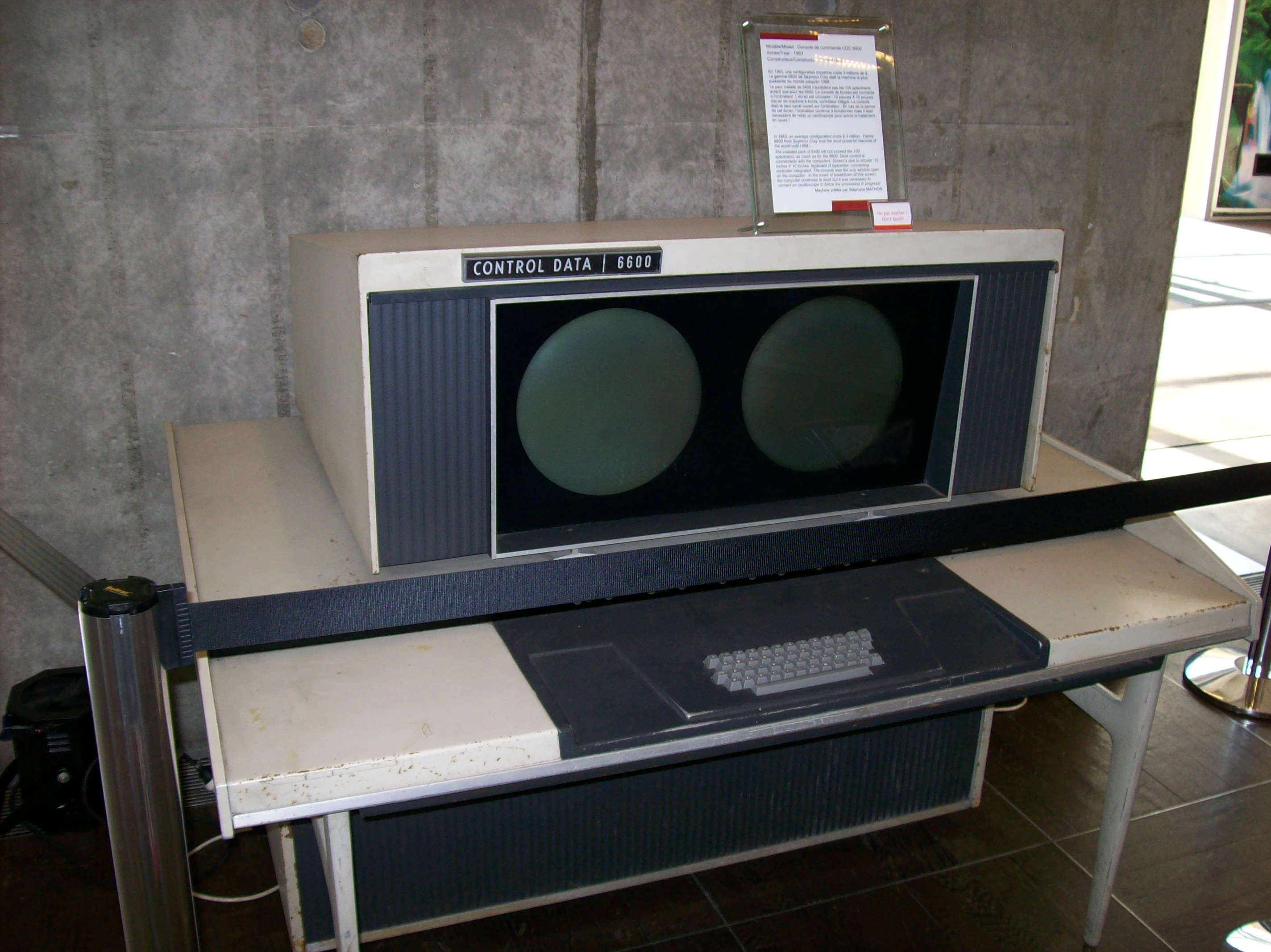
CDC 6600 – najpotężniejszy komputer w latach 60. XX wieku

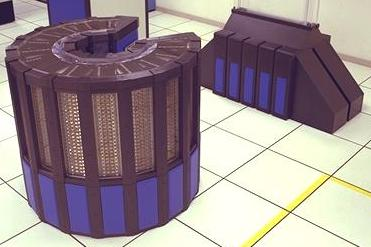
Cray-2 – napotężniejszy komputer w latach 80. XX wieku

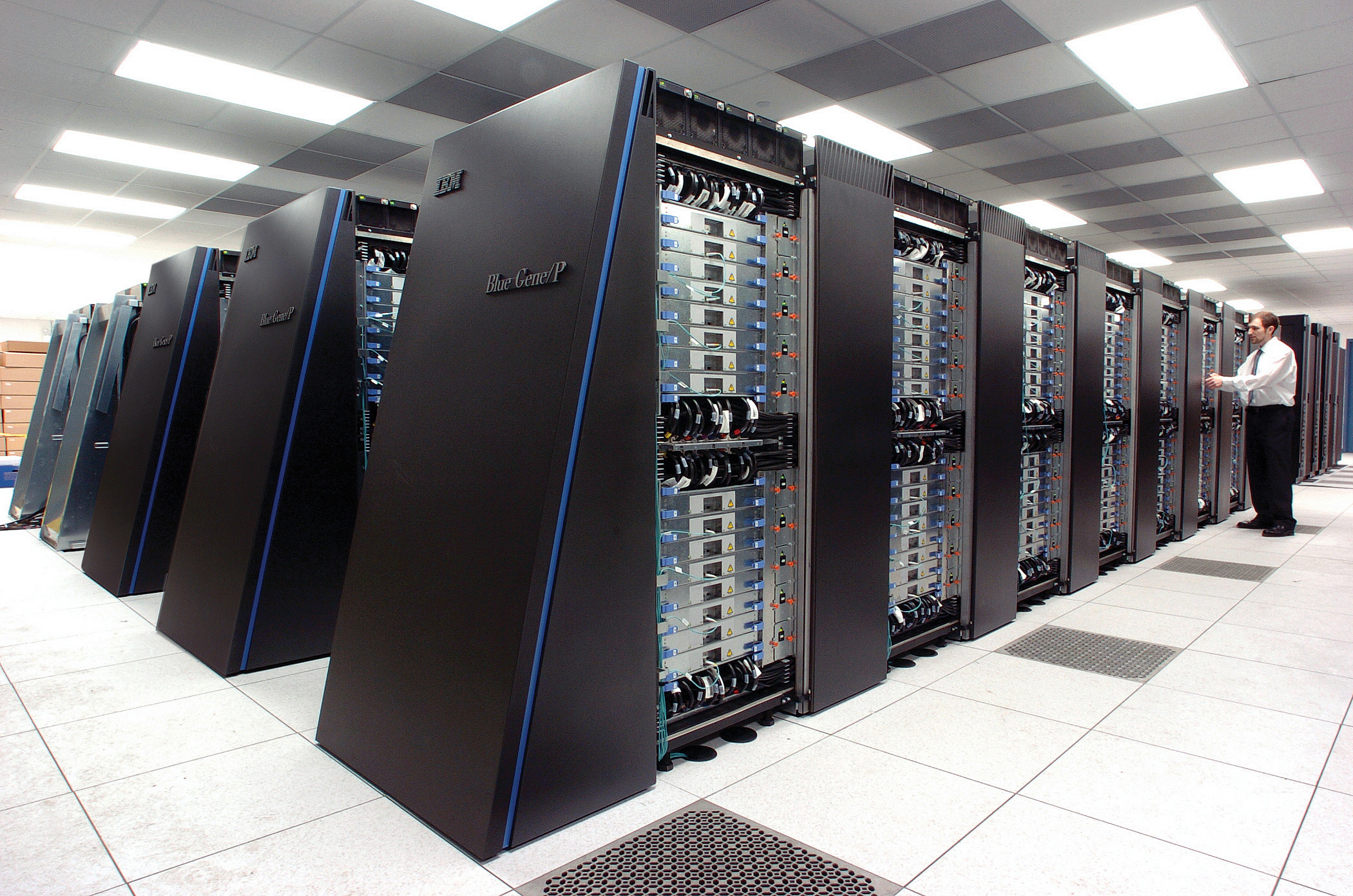
Blue Gene – najpotężniejszy komputer w latach 2004–2008

Poniższa tabela przedstawia światowe rekordy szybkości dla komputerów ogólnego przeznaczenia i lata, w których zostały ustanowione. Rekordy sprzed 1993 roku podane są na podstawie Computer History Museum, a od 1993 roku na podstawie listy TOP500.
| Rok  | Superkomputer                 | Szybkość     | Twórca i lokalizacja                                                                            |
| ---- | ----------------------------- | ------------ | ----------------------------------------------------------------------------------------------- |
| 1938 | Z1                            | 1 OPS        | Konrad Zuse, Berlin, Niemcy                                                                     |
| 1941 | Z3                            | 20 OPS       | Konrad Zuse, Berlin, Niemcy                                                                     |
| 1943 | Colossus 1                    | 5 kOPS       | Post Office Research Station, Bletchley Park, Wielka Brytania                                   |
| 1944 | Colossus 2 (jednoprocesorowy) | 25 kOPS      | Post Office Research Station, Bletchley Park, Wielka Brytania                                   |
| 1946 | Colossus 2 (wieloprocesorowy) | 50 kOPS      | Post Office Research Station, Bletchley Park, Wielka Brytania                                   |
| 1954 | IBM NORC                      | 67 kOPS      | Departament Obrony Stanów Zjednoczonych, Wirginia, USA                                          |
| 1956 | TX-0                          | 83 kOPS      | MIT, Lexington, Massachusetts, USA                                                              |
| 1958 | AN/FSQ-7                      | 400 kOPS     | IBM, 25 lokalizacji w USA i 1 w Kanadzie (52 komputery)                                         |
| 1960 | UNIVAC LARC                   | 250 kFLOPS   | UNIVAC, Atomic Energy Commission Lawrence Livermore National Laboratory, Kalifornia, USA        |
| 1961 | IBM 7030 Stretch              | 1,2 MFLOPS   | Los Alamos National Laboratory, Nowy Meksyk, USA                                                |
| 1964 | CDC 6600                      | 3 MFLOPS     | CDC, Lawrence Livermore National Laboratory, Kalifornia, USA                                    |
| 1969 | CDC 7600                      | 36 MFLOPS    | CDC, Lawrence Livermore National Laboratory, Kalifornia, USA                                    |
| 1974 | CDC STAR-100                  | 100 MFLOPS   | CDC, Lawrence Livermore National Laboratory, Kalifornia, USA                                    |
| 1975 | ILLIAC IV                     | 150 MFLOPS   | Burroughs, ARC, Kalifornia, USA                                                                 |
| 1976 | Cray-1                        | 250 MFLOPS   | Cray, Los Alamos National Laboratory, Nowy Meksyk, USA (+około 80 egzemplarzy na całym świecie) |
| 1981 | CDC Cyber 205                 | 400 MFLOPS   | CDC (około 40 egzemplarzy na całym świecie)                                                     |
| 1983 | Cray X-MP/4                   | 941 MFLOPS   | Cray, Departament Energii Stanów Zjednoczonych Los Alamos National Laboratory                   |
| 1984 | M-13                          | 2,4 GFLOPS   | Moskwa, ZSRR                                                                                    |
| 1985 | Cray-2/8                      | 3,9 GFLOPS   | Cray, Lawrence Livermore National Laboratory, Kalifornia, USA                                   |
| 1989 | ETA10-G/8                     | 10,3 GFLOPS  | Florida State University, Floryda, USA                                                          |
| 1990 | SX-3/44R                      | 23,2 GFLOPS  | NEC Corporation, Fuchu Plant, Fuchū, Japonia                                                    |
| 1993 | CM-5/1024                     | 59,7 GFLOPS  | Thinking Machines, Los Alamos National Laboratory; NSA                                          |
| 1993 | Numerical Wind Tunnel         | 124,5 GFLOPS | Fujitsu, Tokio, Japonia                                                                         |
| 1993 | Intel Paragon XP/S 140        | 143,4 GFLOPS | Intel, Sandia National Laboratories, Nowy Meksyk, USA                                           |
| 1994 | Numerical Wind Tunnel         | 170,4 GFLOPS | Fujitsu, Tokio, Japonia                                                                         |
| 1996 | SR2201/1024                   | 220,4 GFLOPS | Hitachi, Uniwersytet Tokijski, Japonia                                                          |
| 1996 | CP-PACS/2048                  | 368,2 GFLOPS | Hitachi, Tsukuba, Japonia                                                                       |
| 1997 | ASCI Red/9152                 | 1,338 TFLOPS | Intel, Sandia National Laboratories, Nowy Meksyk, USA                                           |
| 1999 | ASCI Red/9632                 | 2,380 TFLOPS | Intel, Sandia National Laboratories, Nowy Meksyk, USA                                           |
| 2000 | ASCI White                    | 7,226 TFLOPS | IBM, Lawrence Livermore National Laboratory, Kalifornia, USA                                    |
| 2002 | Earth Simulator               | 35,86 TFLOPS | NEC, Jokohama, Japonia                                                                          |
| 2004 | Blue Gene/L                   | 70,72 TFLOPS | IBM, Departament Energii Stanów Zjednoczonych, Minnesota, USA                                   |
| 2005 | Blue Gene/L                   | 136,8 TFLOPS | IBM, Lawrence Livermore National Laboratory, Kalifornia, USA                                    |
| 2005 | Blue Gene/L                   | 280,6 TFLOPS | IBM, Lawrence Livermore National Laboratory, Kalifornia, USA                                    |
| 2007 | Blue Gene/L                   | 478,2 TFLOPS | IBM, Lawrence Livermore National Laboratory, Kalifornia, USA                                    |
| 2008 | Roadrunner                    | 1,026 PFLOPS | IBM, Los Alamos National Laboratory, Nowy Meksyk, USA                                           |
| 2008 | Roadrunner                    | 1,105 PFLOPS | IBM, Los Alamos National Laboratory, Nowy Meksyk, USA                                           |
| 2009 | Jaguar                        | 1,759 PFLOPS | Cray, Oak Ridge National Laboratory, Tennessee, USA                                             |
| 2010 | Tianhe-1A                     | 2,507 PFLOPS | National Supercomputing Center, Tiencin, Chińska Republika Ludowa                               |
| 2011 | K computer                    | 8,162 PFLOPS | Fujitsu, Riken, Kobe, Japonia                                                                   |
| 2011 | K computer                    | 10,51 PFLOPS | Fujitsu, Riken, Kobe, Japonia                                                                   |
| 2012 | Sequoia                       | 16,32 PFLOPS | IBM, Lawrence Livermore National Laboratory, Kalifornia, USA                                    |
| 2012 | Titan                         | 17,59 PFLOPS | Cray, Oak Ridge National Laboratory, Tennessee, USA                                             |
| 2013 | Tianhe-2                      | 33,86 PFLOPS | NUDT, Chińska Republika Ludowa                                                                  |
| 2016 | Sunway TaihuLight             | 93,01 PFLOPS | Wuxi, Chińska Republika Ludowa                                                                  |
| 2018 | Summit                        | 148,6 PFLOPS | IBM, Oak Ridge National Laboratory, Tennessee, USA                                              |
| 2020 | Fugaku                        | 415,5 PFLOPS | Fujitsu, Riken, Kobe, Japonia                                                                   |
| 2022 | Frontier                      | 1,102 EFLOPS | HPE Cray, Oak Ridge National Laboratory                                                         |
| 2024 | El Capitan                    | 1,742 EFLOPS | HPE Cray, Lawrence Livermore National Laboratory                                                |

## Rynek superkomputerów
W 2012 roku rynek superkomputerów miał wartość 11,1 mld $. Największymi producentami byli IBM (32% rynku), Hewlett-Packard (30,8%) i Dell (13,5%). Poniższa tabela przedstawia wartość rynku superkomputerów w ostatnich latach:
| Segment rynku       | 2011       | 2012       | Zmiana 2011/2012 |
| ------------------- | ---------- | ---------- | ---------------- |
| >500 000$           | 4,3 mld $  | 5,6 mld $  | +29,3%           |
| 250 000$ – 499 000$ | 1,2 mld $  | 1,2 mld $  | -2,2%            |
| 100 000$ – 249 000$ | 3,5 mld $  | 3,0 mld $  | -14,3%           |
| <100 000$           | 1,2 mld $  | 1,2 mld $  | +1,2%            |
| Suma                | 10,3 mld $ | 11,1 mld $ | +7,7%            |

## Budowa

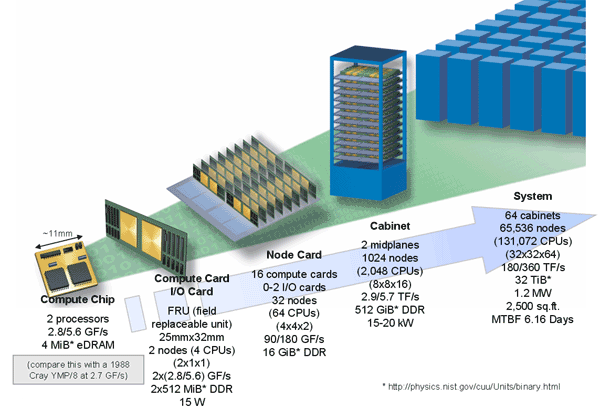
Elementy architektury Blue Gene: chip, karta, węzeł, szafa, system

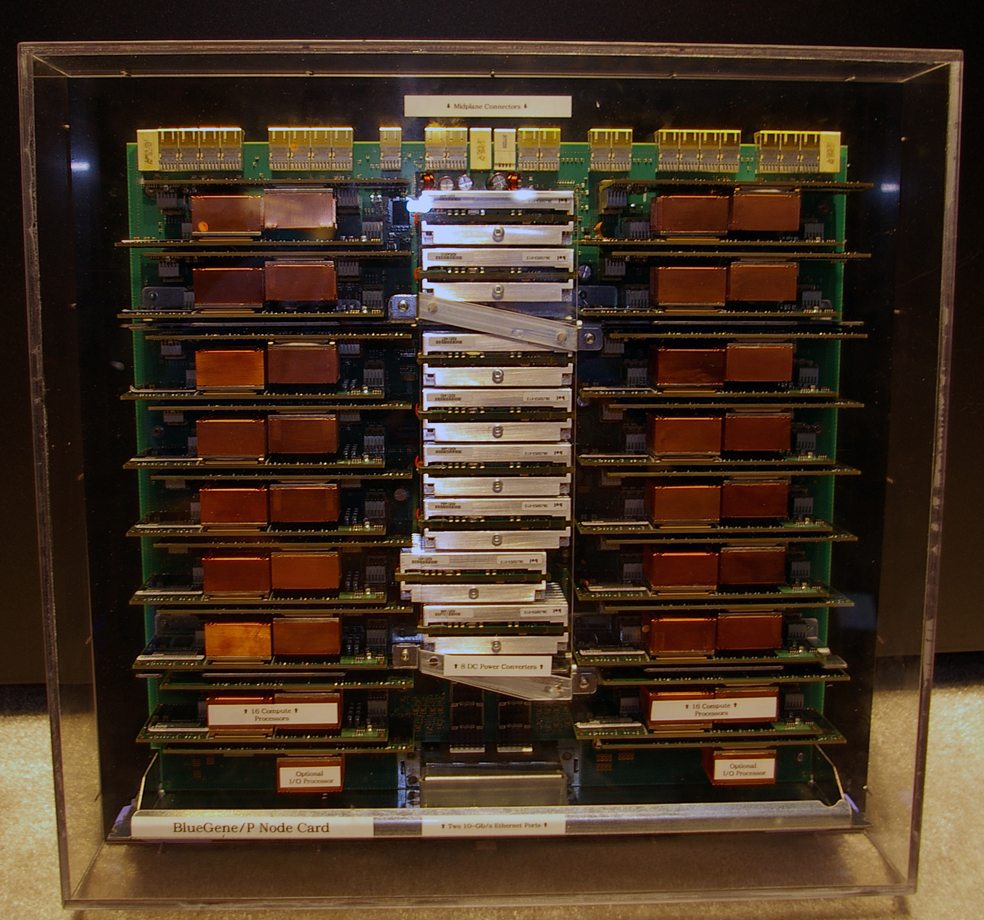
Pojedynczy węzeł Blue Gene/P

Współczesne superkomputery uzyskują swoją wydajność dzięki połączeniu wielu tysięcy procesorów i zrównoleglaniu wykonywanych obliczeń. Z powodów ekonomicznych stosuje się procesory dostępne w produkcji masowej, ponieważ koszty zaprojektowania i wyprodukowania nowych typów procesorów są znacznie wyższe niż koszty produkcji superkomputerów. Aby umożliwić efektywne wykorzystanie mocy obliczeniowej tych procesorów, używa się specjalnie zaprojektowanej pamięci hierarchicznej i najwydajniejszych dostępnych połączeń do przesyłania danych pomiędzy nimi. Z powodu takiej architektury superkomputery mogą jednak osiągać wysoką wydajność jedynie dla obliczeń, które dają się w dużym stopniu zrównoleglić.

## Zastosowanie
Superkomputery są używane w siłach zbrojnych, badaniach naukowych i w wielkich przedsiębiorstwach. Instytuty naukowe udostępniają czas swoich komputerów recenzowanym projektom naukowym, których lista jest często publicznie dostępna. Przykładowo na komputerach w ICM prowadzone są symulacje astrofizyczne, biochemiczne, hydrologiczne, epidemiologiczne i aerodynamiczne, jak również badania należące do teorii liczb i algebry liniowej.
Przykładowe zastosowania superkomputerów to:
- badanie struktury dużych biocząsteczek, takich jak lignina i celuloza – w celu zwiększania wydajności uzyskiwania z nich biopaliw[11],
- symulacje procesu spalania w silnikach spalinowych – w celu zwiększania ich wydajności[12],
- rozwój broni termojądrowej,
- symulacje aerodynamiki projektowanych samolotów[13] i samochodów ciężarowych[14],
- symulacje zachowania plazmy w tokamakach w badaniach nad kontrolowaną syntezą termojądrową[15],
- symulacje oddziaływań pomiędzy kwarkami a gluonami – aby uzyskać dokładniejsze dane o parametrach cząstek elementarnych[16],
- badanie właściwości nanomateriałów w celu opracowania wydajniejszych superkondensatorów[17],
- symulacje zachowania elektronów wewnątrz nanostruktur w celu opracowania przyszłych układów elektronicznych[18].

## Superkomputery w Polsce

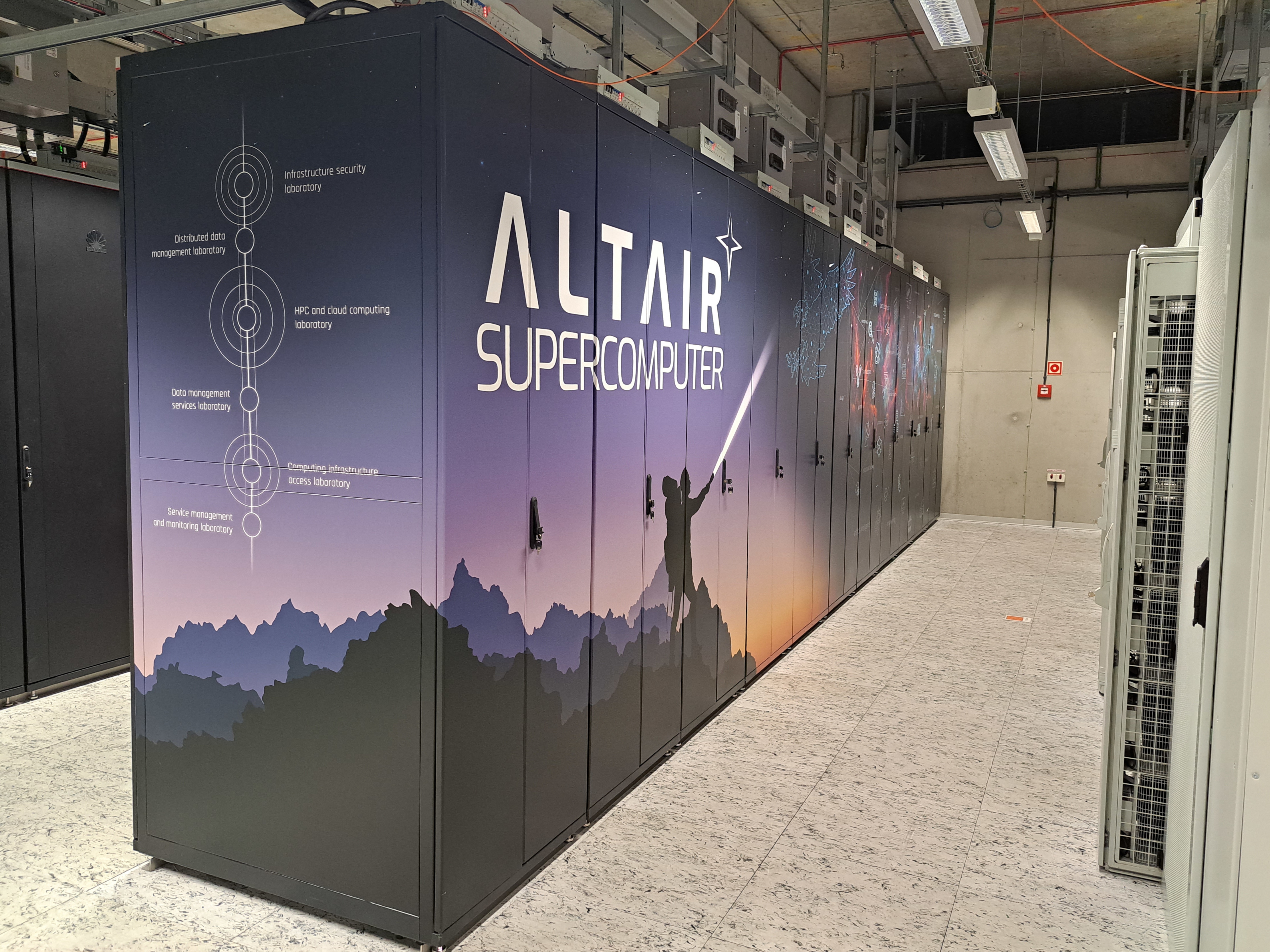
Superkomputer Altair w Poznaniu

Najszybsze superkomputery w Polsce, jednocześnie będące wśród 500 najszybszych superkomputerów na świecie, stan na listopad 2024 roku:
1. Helios GPU w Cyfronet w Krakowie, o mocy obliczeniowej 19.14 PFLOPS – miejsce 69,
2. Proxima w Poznaniu, o mocy obliczeniowej 13.82 PFLOPS – miejsce 93,
3. LEM we Wrocławiu, o mocy obliczeniowej 12.80 PFLOPS – miejsce 99,
4. Kraken na Politechnice Gdańskiej, o mocy obliczeniowej 5.99 PFLOPS – miejsce 185,
5. Athena w Cyfronet w Krakowie, o mocy obliczeniowej 5,05 PFLOPS – miejsce 210,
6. Altair PCSS w Poznaniu, o mocy obliczeniowej 3.53 PFLOPS – miejsce 289,
7. Helios CPU, w Cyfronet w Krakowie, o mocy obliczeniowej 3.35 PFLOPS – miejsce 454,
8. Ares w Cyfronet w Krakowie, o mocy obliczeniowej 2.34 PFLOPS – miejsce 487.

Ponadto uruchomiono superkomputer Kraken, który docelowo miał osiągnąć moc obliczeniową 13,6 PFLOPS, co może uplasować go w pierwszej 100 kolejnego zestawienia.

## Alternatywne rozwiązania
W zależności od typu problemu obliczeniowego rozwiązanie go w sposób rozproszony może nakładać różne ograniczenia na architekturę i wydajność komunikacji pomiędzy poszczególnymi węzłami. W niektórych przypadkach superkomputery nie są najefektywniejszym rozwiązaniem i stosuje się rozwiązania alternatywne.

### Projekty internetowe

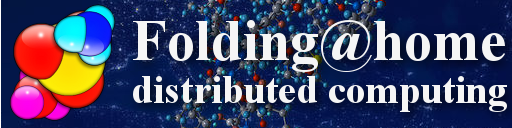
Logo Folding@home

Logo BOINC

Istnieje szereg problemów obliczeniowych, które można podzielić na wiele niezależnych, mniejszych zadań do wykonania. Takie problemy można rozwiązywać przy użyciu dużej ilości zwykłych komputerów, podłączonych do Internetu. Powstało kilka projektów działających na tej zasadzie. Uczestnicy takich projektów ściągają na swoje komputery odpowiedni program, który uruchamia się w czasie, gdy komputer nie jest wykorzystywany i wykonuje zadania zlecone przez system zarządzający. W największych takich projektach biorą udział setki tysięcy ochotników, tworząc wirtualne superkomputery przewyższające wydajnością największe pojedyncze maszyny. Największe takie projekty to:
- Bitcoin – kryptowaluta Bitcoin może być generowana (ang. mining) na komputerach użytkowników poprzez uruchomienie specjalnego algorytmu. Od 2013 roku większość nowych bitcoinów jest generowana za pomocą wyspecjalizowanych układów ASIC, które nie mogą realizować żadnego innego algorytmu. Dlatego choć moc obliczeniowa sieci bitcoinów jest szacowana na ponad 1 zettaflops[22], to nie przekłada się to na żadne inne zastosowania. Szacując jednak, że większość używanych układów ma wydajność energetyczną rzędu 100–1000 megahash/J[23], a cała sieć generuje ponad 100 petahash/s, sieć bitcoin musi mieć zapotrzebowanie mocy rzędu 100–1000 megawatów. Jest to więc projekt większy od największych superkomputerów.
- Folding@home – projekt badania procesów zwijania białek. W 2014 roku dysponował mocą ponad 40 PFLOPS[24] i jest odnotowany w Księdze Guinnessa jako największy klaster komputerowy na świecie[25].
- BOINC – projekt łączący komputery do różnych obliczeń, zapoczątkowany przez projekt SETI@home. Pracuje równolegle nad kilkudziesięcioma niezależnymi zagadnieniami. Sumaryczna moc obliczeniowa, jaką dysponuje, to ponad 110 PFLOPS[26].
- GIMPS – projekt poszukiwania liczb Mersenne’a. Dysponuje mocą obliczeniową 190 TFLOPS[27].
- Distributed.net – projekt obliczeń teorioliczbowych, w szczególności badania możliwości łamania współczesnych szyfrów blokowych.

### Farmy serwerów i botnety
Farma serwerów to zbiór luźno powiązanych ze sobą serwerów, współpracujących w celu realizacji jednego zadania. Stosuje się je w różnorodnych zastosowaniach komercyjnych, takich jak wyświetlanie spersonalizowanych stron w wyszukiwarkach internetowych i serwisach społecznościowych, czy rendering filmów 3D. Moc obliczeniowa takich farm może znacznie przewyższać moce obliczeniowe największych superkomputerów. Google i Microsoft posiadają setki tysięcy serwerów, których łączna moc obliczeniowa jest szacowana na dziesiątki PFLOPS. Również największe botnety mają większą moc obliczeniową niż liderzy TOP500 (np. Storm botnet składający się z 1,9 mln komputerów).

### Systemy dedykowane

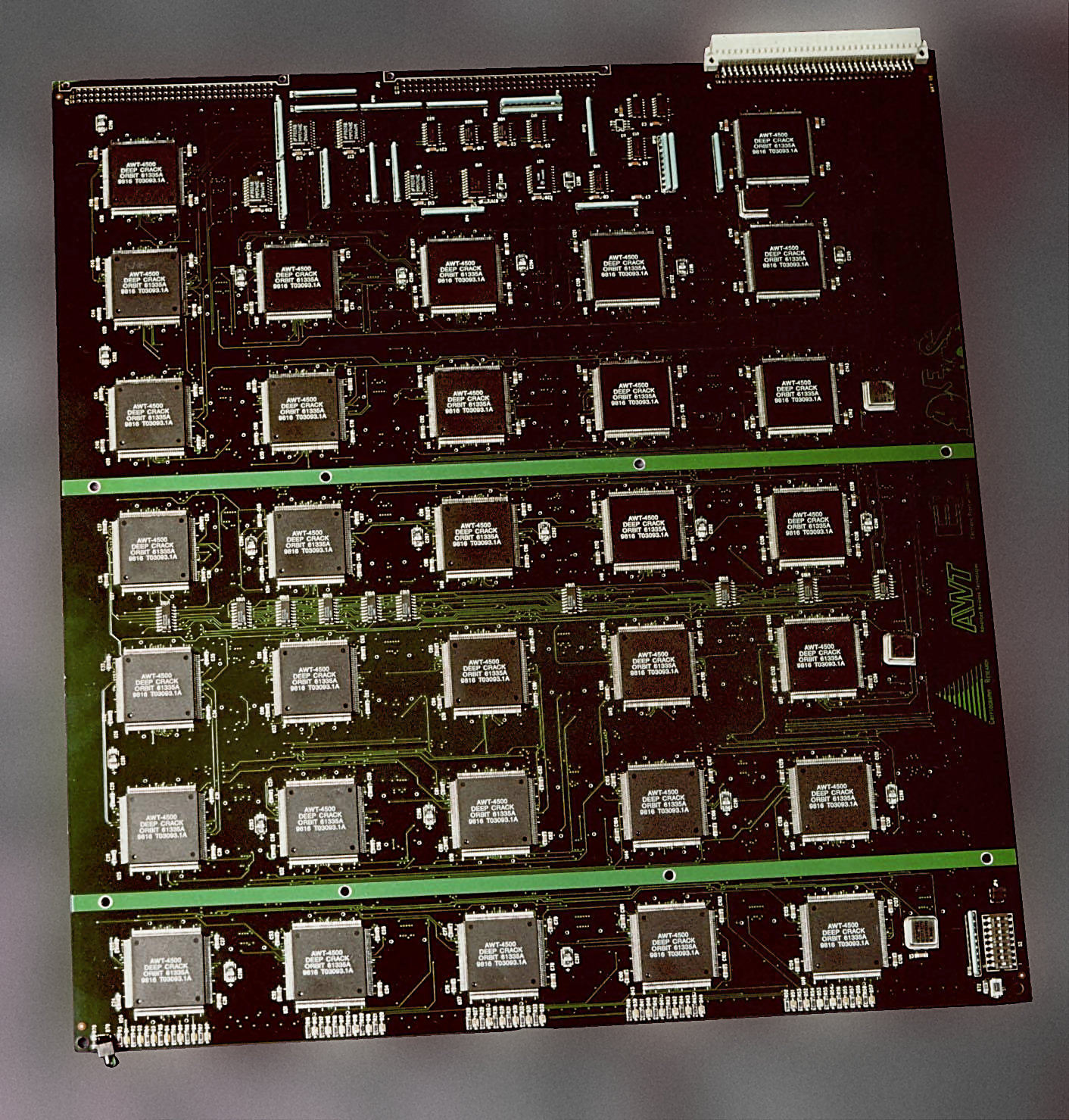
Jeden z węzłów maszyny EFF DES cracker do łamania szyfrów DES

Na liście TOP500 umieszczone są jedynie komputery ogólnego zastosowania, na których można efektywnie wykonywać testy LINPACK. Do konkretnych zastosowań buduje się jednak czasem urządzenia dedykowane, efektywne w rozwiązywaniu tylko jednego, wybranego problemu. Pozwala to uzyskać większą efektywność i zmniejszyć koszty, za cenę uniwersalności. Przykładem takich urządzeń są:
- EFF DES cracker[31] wybudowany w 1998 roku do łamania szyfrów DES.
- MDGRAPE-3 (2006)[32] i Anton (2008)[33][34] – do symulacji dynamiki molekularnej.